# Казинова, Татьяна Фёдоровна
Татьяна Фёдоровна Казинова (2 января 1914 года, дер. Тимонино, Московская губерния — 1 октября 1984 года, с. Софьино, Московская область) — доярка колхоза «Пламя» Раменского района Московской области, Герой Социалистического Труда (07.04.1949).

## Биография
Родилась в крестьянской семье. Получив начальное образование, с ранних лет трудилась в сельском хозяйстве. В 1939 году переехала в село Софьино Раменского района Московской области и стала работать дояркой в местном колхозе «Пламя».
В годы войны стадо колхозных коров пришлось эвакуировать своим ходом в Ивановскую область. После окончания войны стадо вернулось обратно (доярки всё время были при коровах).
В дальнейшем Татьяне Казиновой вместе с напарницей О. И. Прозоровой удалось получить от каждой коровы по 2360 кг молока.
В 1948 году Казинова достигла наивысшего производственного результата. От 8-ми коров она получила по 5349 кг молока с содержанием 198 кг молочного жира.
За получение высокой продуктивности в животноводстве указом Президиума Верховного Совета СССР от 7 апреля 1949 года она была удостоена звания Героя Социалистического Труда с награждением золотой медалью «Серп и Молот» и Орденом Ленина.
Неоднократно участвовала в выставках достижений народного хозяйства.
После 31 года работы в 1970 году ушла на заслуженный отдых.
Проживала в селе Софьино. Умерла 1 октября 1984 года.

## Награды
Имеет следующие награды:
- Герой Социалистического Труда (07.04.1949)
- Орден Ленина (07.04.1949)
- другими медалями, в том числе серебряная медаль ВДНХ.